# Timing advance
Nello standard della telefonia mobile cellulare GSM, il valore Timing Advance (TA) corrisponde al tempo impiegato da un segnale per raggiungere la stazione radio base (SRB) da un telefono cellulare. Il GSM utilizza la tecnologia TDMA nell'interfaccia radio per condividere un'unica frequenza tra più utenti, assegnando intervalli di tempo sequenziali ai singoli utenti. Ogni utente dunque trasmette periodicamente per meno di un ottavo del tempo in uno degli otto intervalli di tempo. Poiché gli utenti si trovano a distanze diverse dalla stazione base e le onde radio viaggiano alla velocità finita della luce, l'orario di arrivo preciso all'interno dell'intervallo può essere utilizzato dalla stazione base per determinare la distanza dal telefono cellulare. Il timing in cui il telefono è autorizzato a trasmettere un flusso di traffico all'interno di un intervallo di tempo deve essere regolato di conseguenza per evitare collisioni con utenti adiacenti. Il timing advance è quindi la variabile che controlla questa regolazione.
Le specifiche tecniche 3GPP TS 05.10 e TS 45.010 descrivono le procedure di regolazione del TA. Tale valore è normalmente compreso tra 0 e 63, con ogni step che rappresenta un avanzamento di un periodo di bit (circa 3,69 microsecondi). Poiché le onde radio viaggiano a circa 300.000.000 di metri al secondo (ovvero 300 metri al microsecondo), uno step TA rappresenta una variazione della distanza di andata e ritorno (il doppio della distanza di propagazione) di circa 1.100 metri; ciò significa che il valore TA cambia per ogni variazione di 550 metri nella distanza tra un cellulare e la stazione base. Questo limite di 63 × 550 metri rappresenta inoltre la distanza massima di 35 km a cui un dispositivo può trovarsi da una stazione base e rappresenta il limite superiore della distanza di posizionamento delle celle.
Un TA costantemente regolato evita interferenze da e verso altri utenti in timeslot adiacenti, riducendo al minimo la perdita di dati e mantenendo la qualità del servizio. Il TA è inoltre importante per la privacy e la sicurezza delle comunicazioni, poiché la sua combinazione con altre variabili permette alla localizzazione GSM di individuare la posizione del dispositivo oltre che tracciare l'utente del telefono cellulare. Il TA viene utilizzato anche per regolare la potenza di trasmissione nei sistemi di accesso multiplo a divisione di spazio.
Ciò limitava la portata originale di una cella GSM a 35 km, come imposto dalla durata degli slot temporali standard definiti nella specifica GSM. La distanza massima è data dal tempo massimo che il segnale proveniente dal cellulare/SRB impiega per raggiungere il ricevitore del cellulare/SRB in tempo utile per essere udito correttamente. Nell'interfaccia aerea il ritardo tra la trasmissione del downlink (SRB) e dell'uplink (mobile) ha uno scostamento di 3 slot temporali. Finora la stazione mobile ha utilizzato un anticipo di temporizzazione per compensare il ritardo di propagazione al variare della distanza dalla SRB. I valori di anticipo temporale sono codificati da 6 bit, che danno la separazione massima teorica SRB/mobile pari appunto a 35 km.
Grazie all'implementazione della funzionalità Extended Range, la SRB è in grado di ricevere il segnale uplink in due slot temporali adiacenti anziché in uno. Quando la stazione mobile raggiunge il suo massimo anticipo temporale, vale a dire la portata massima, la SRB estende la sua finestra di ascolto con un anticipo temporale interno il modo da fornire il tempo necessario affinché il cellulare venga udito dalla SRB anche da una distanza maggiore. Questo avanzamento aggiuntivo è la durata di un singolo intervallo temporale, un periodo di 156 bit. Ciò fornisce circa 120 km di range per una cella e viene implementato in aree scarsamente popolate per raggiungere, ad esempio, le isole.